# جاكي بينج
جاكي بينج هي لاعبة شطرنج كندية، ولدت في 1998.

## وصلات خارجية
- جاكي بينج على موقع الاتحاد الدولي للشطرنج (الإنجليزية)
- جاكي بينج على موقع مباريات الشطرنج (الإنجليزية)
- جاكي بينج على موقع Chesstempo.com (الإنجليزية)
- جاكي بينج سجل أولمبياد الشطرنج للسيدات على موقع OlimpBase.org (الإنجليزية)